# Mera motor
Mera Motor är ett svenskt motorprogram från 2003, på TV4 Plus. Programledare har Håkan Matson, Staffan Borglund och Henrik Kumlin varit.